# ジャガイモジャガー
「ジャガイモジャガー」とは、1991年12月 - 1992年1月に、NHKの音楽番組『みんなのうた』で放送された曲。作詞：小黒恵子、作曲：中山竜、編曲：高島明彦、歌：田中星児、東京放送児童合唱団。

## 概要
「じゃがいも」と「ジャガー」をイメージにし、「ジャガイモジャガー」というあだ名の現代っ子を主人公にした楽曲。映像は、ふくだみちおが制作したアニメーション。なお、作曲の「中山竜」は、歌を担当した田中星児の筆名。
2007年10月 - 11月にラジオのみではあるが15年ぶりに再放送され、2013年10月 - 11月には初めてテレビで再放送された。